# Supermarine Speed Spitfire
El Speed Spitfire fue un Supermarine Spitfire Mk.I, remotorizado y modificado para intentar batir el récord mundial de velocidad aérea. Ya estaba obsoleto cuando voló por primera vez en 1938 y, a pesar de repetidas modificaciones, nunca alcanzó un rendimiento competitivo. Fue reconvertido por la RAF para fines de reconocimiento fotográfico, pero resultó inadecuado y se utilizó como "mula" general hasta que fue desguazado en 1946.

## Diseño y desarrollo

### Concepción
En 1937 se planteó la idea de intentar establecer un nuevo récord mundial de velocidad en avión terrestre con un Spitfire modificado. En ese momento, el récord era de 566 km/h, logrado por Howard Hughes volando un avión de carreras Hughes H-1. Aunque sólo había volado el prototipo K5054, se esperaba que un Spitfire de producción fuera capaz de alcanzar los 583 km/h a una altitud de 5100 m. Sin embargo, el récord de velocidad tenía que ser volado a una altitud no mayor de 75 m (245 pies). El Spitfire era mucho más lento a una cota tan baja; el prototipo sólo era capaz de alcanzar los 470 km/h a esa altura. Por lo tanto, una máquina capaz de batir récords tendría que ser muy modificada. Rolls-Royce comenzó a trabajar en una versión sprint del motor Merlin del Spitfire, para que funcionase con una mezcla especial de combustible.
El 11 de noviembre de 1937, un Messerschmitt Bf 109 V13, D-IPKY, modificado apropiadamente y pilotado por Herman Wurster, elevó el récord mundial de velocidad a 610 km/h. Todavía se creía que un Spitfire modificado, con un Merlin que se preveía que diera 1500 kW (2000 hp), tenía buenas posibilidades de hacerlo mejor, por lo que el Ministerio del Aire decidió seguir adelante y emitió un contrato.

### Construcción inicial
El 48.º Spitfire Mk.I de producción, K9834, estaba en una etapa temprana de construcción y fue retirado de la línea de producción para ser modificado para el intento de récord. Fue designado como Supermarine Type 323.
Los soportes del motor fueron reforzados para absorber el torque adicional del nuevo y poderoso motor, un parabrisas más largo y aerodinámico y una capota deslizante reemplazaron al tipo estándar, y la rueda de cola fue reemplazada por un patín más ligero. Otros cambios en el fuselaje incluyeron remaches al ras en el exterior y puntas de ala más cortas y redondeadas, que redujeron la envergadura de 11,23 m a 10,26 m.
En el interior se omitieron los montajes de las armas y se eliminó todo el equipo militar, incluidas las armas y los accesorios de radio. Sus paneles de acceso con bisagras fueron reemplazados por unos fijos.
Rolls-Royce abandonó el refrigerante de glicol del Merlin de producción y adoptó un sistema de agua presurizada más eficiente. El radiador se hizo más alto y largo para acomodar la mayor potencia del motor. Su pozo subalar se extendió hasta el borde de salida, con la sección interior del flap de estribor (derecha) recortada para hacer espacio. También fue necesario un refrigerador de aceite agrandado en el otro lado. El motor movía una hélice de madera de paso fijo de 3 m de diámetro. Era de unos 200 mm menos que el prototipo, con el fin de intentar mantener baja la velocidad de las puntas y evitar la resistencia por la creación de choques transónicos. Esto requirió una cuarta pala de hélice adicional.
El avión terminado pesaba unos 135 kg más que un Spitfire estándar del año 1938.
En mayo de 1938, la versión sprint del Merlin II, que funcionaba con un combustible de competición especial de gasolina con plomo, benzol y metanol añadidos, alcanzaba los 1565 kW (2100 hp) en el banco de pruebas, durante períodos cortos.
Al igual que con el prototipo, después de su primer vuelo se rellenaron y alisaron todas las juntas y se aplicó un acabado de pintura brillante. Sin embargo, al Speed Spitfire se le dio una decoración azul real con vivos laterales plateados. También conservó el código de pruebas de su constructor, N.17, donde N era el código para Supermarine.

### Requisitos revisados
En junio de 1938, todavía algunos meses antes de que el N.17 estuviera listo para volar, el Heinkel He 100 V2 elevó el récord nuevamente a 635 km/h. Esto estaba muy cerca de la velocidad máxima prevista para el Speed Spitfire, que aún no había volado. Sus primeros vuelos finalmente tuvieron lugar a manos de Mutt Summers el 11 de noviembre de 1938.
Políticamente era necesario que cualquier intento de récord fuera visto como un éxito, por lo que no sería sancionado a menos que el Spitfire mostrara una clara ventaja sobre el actual poseedor. Sin embargo, durante las pruebas posteriores su rendimiento se mantuvo marginal, alcanzando los 657 km/h el 24 de febrero de 1939. Éste no era un margen lo suficientemente grande.
Se decidió eliminar el radiador y parte del depósito de combustible y cambiar el sistema de refrigeración a un sistema de pérdida parcial. Se retiró el depósito de combustible superior y se reemplazó por un condensador combinado y un depósito de agua. El agua se introducía en el motor y regresaba al depósito, donde una parte se condensaba para recircular, mientras que el exceso se liberaba desde la base del motor en forma de chorro de vapor. Se calculó que el Speed Spitfire podría realizar las carreras de velocidad y aterrizar de manera segura antes de que el agua y el combustible, muy reducido, se agotaran aproximadamente al mismo tiempo.
Sin embargo, antes de que esto pudiera realizarse, el récord mundial de velocidad se rompió una vez más, esta vez en rápida sucesión por el Heinkel He 100 V8 (746,6 km/h) el 30 de marzo de 1939, y por el Messerschmitt Me 209 V1 (755,14 km/h) el 26 de abril del mismo año.
No había posibilidad de modificar el Spitfire para competir con estas velocidades, sin embargo se procedió a trabajar en la retirada del radiador y del carenado de su conducto.
Se le instaló una hélice tripala y el N.17 fue llevado a Bruselas y exhibido en estas condiciones en la Segunda Exposición Aeronáutica Internacional de julio de 1939.
Tras su regreso, se instaló el depósito de ebullición, pero el 30 de abril de 1940, Quill se estaba preparando para el despegue en el primer vuelo del avión modificado, cuando el depósito se partió.
Un análisis detallado publicado ese año mostró que la potencia del motor a la baja altitud requerida sería en cualquier caso inadecuada.

## Historia operacional
Al estallar la guerra, el Speed Spitfire todavía estaba fuera de servicio. Se eliminaron los sistemas especiales y se instaló un Merlin XII estándar, una hélice tripala de paso variable y un radiador estándar. Aunque no era apto para el combate porque no tenía montajes de armas, seguía siendo uno de los aviones más rápidos del mundo a baja cota. Por lo tanto, fue adoptado para el reconocimiento fotográfico, se le dio la insignia de la RAF con su matrícula original de la RAF K9834 y se equipó con un puerto para cámara. Se mantuvo con su librea azul y plata.
Pero aún así tenía el depósito de combustible reducido. Fue utilizado en una misión operativa pero resultó tener un alcance demasiado corto para ser de alguna utilidad y la misión fracasó.
Posteriormente, el K9834 fue enviado a Heston Aircraft Ltd para realizar trabajos adicionales para llevarlo al estándar. Esto incluía una cubierta de cabina de tipo "globo" y una entrada de aire más alta para el refrigerador de aceite. En el interior, el tren de aterrizaje de retracción manual-hidráulica se hizo asistida, junto con depósitos de combustible autosellantes y un mamparo ignífugo. Su librea azul también fue renovada, aunque se informó que los vivos eran rojos. El parabrisas aerodinámico introducía una distorsión excesiva y fue reemplazado por un tipo PRU estándar. Las fotografías de este período también muestran una rueda de cola reinstalada.
Sin embargo, su rendimiento fue decepcionante. Posteriormente se utilizó como avión de enlace y "mula de alta velocidad", en un tiempo reservado para el uso personal del comodoro del aire Boothman.
El K9834 fue finalmente dado de baja y desguazado el 14 de junio de 1946.

## Especificaciones (Merlin II modificado)
Referencia datos: Price 1982, p.91.

### Características generales
- Tripulación: Uno (piloto)
- Envergadura: 11,8 m (38,7 ft)
- Superficie alar: 21,5 m² (231,4 ft²)
- Peso vacío: 2050 kg (4518,2 lb)
- Peso cargado: 2490 kg (5488 lb)
- Planta motriz: 1× motor lineal V12 refrigerado por agua Rolls-Royce Merlin II.
  - Potencia: 1600 kW (2206 HP; 2176 CV)
- Hélices: Watts de cuatro palas de paso fijo
- Diámetro de la hélice: 3,0 m (reducido más tarde a 2,97 m)
- Capacidad de combustible: 270 L

### Rendimiento
- Velocidad máxima operativa (Vno): 657 km/h (408 MPH; 355 kt) a 910 m (3000 pies). Equivalente a 640 km/h a 61 m (200 pies)
- Carga alar: 110 kg/m² (22,5 lb/ft²) (completamente cargado)

## Aeronaves relacionadas

### Secuencias de designación
- Secuencia Numérica (interna de Supermarine): ← 320 - 321 - 322 - 323 - 324 - 325 - 326 →